# آنجلا رو رو
آنجلا ماریا دینیز گونسالوس (زاده ۵ دسامبر ۱۹۴۹)، که بیشتر با نام هنری آنجلا رو رو شناخته می‌شود یک خواننده و ترانه‌سرای برزیلی است که تحت تأثیر برل، الا فیتزجرالد، مایسا ماتارازو و ژاک است.
اولین آلبوم او توسط رولینگ استون به عنوان یکی از بهترین آلبوم‌های برزیلی در تمام دوران انتخاب شد. او یکی از اولین خوانندگان لزبین در برزیل بود که خود را به عنوان یک لزبین معرفی کرد.

## آهنگ‌شناسی
- آنجلا رو رو (1979)[۴]
- ما تنها مانده‌ایم تا زندگی کنیم (۱۹۸۰)
- اسکاندالو! (۱۹۸۱)
- کارینیو ساده (۱۹۸۲)
- زندگی فقط همین است (۱۹۸۴)
- من دساتینو (۱۹۸۴)
- اثبات عشق (۱۹۸۸)
- زنده (۱۹۹۳)
- هزاره را زدم (۲۰۰۰)
- قطب‌نما (2006)[۵]
- زنده (۲۰۰۶)
- رسوایی (2009)[۶]
- فلیز دا ویدا! (۲۰۱۳)
- وحشی(۲۰۱۷)